# Sveistiks
Sveistiks - bóg gwiazd. Jeden z braci bliźniaków personifikujących planetę Wenus jako Gwiazda Poranna; Syn boga nieba Dievsa, oblubieniec Słonecznej Panny, młody kowal, twórca sklepienia niebieskiego. Śmiertelny wróg Menessa. Nosi przydomek - Teljavelis. 